# Multiplikation
Multiplikation är ett av de grundläggande räknesätten (operationerna) inom aritmetiken. Multiplikationstecknet som Språkrådet rekommenderar till användning av i svensk litteratur är den halvhöga punkten '{\displaystyle \cdot }', men även multiplikationskrysset '{\displaystyle \times }' brukar användas. De tal som multipliceras med varandra kallas faktorer och benämns ibland multiplikator respektive multiplikand. Resultatet kallas produkt. Multiplikation kan ses som upprepad addition eller som proportionalitet.

Fyra påsar med tre kulor var är tolv kulor totalt. Användning av multiplicering är hjälpsamt för uträkningen (4 ⋅ 3 = 12).

## Definition
Om man begränsar sig till positiva heltal så kan multiplikation definieras som upprepad addition. 
Exempel:
{\displaystyle \displaystyle 3\cdot 4=\underbrace {3+3+3+3} _{4*}=\underbrace {4+4+4} _{3}=12}
Generellt:
{\displaystyle \displaystyle a\cdot b=\underbrace {a+\cdots +a} _{b}=\underbrace {b+\cdots +b} _{a}}
En produkt där noll faktorer ingår kallas en tom produkt och är lika med 1.
Multiplikation är kommutativ, associativ och distributiv. 
Multiplikation kan definieras för fler områden än tal (bland annat för matriser). Vid multiplikation av reella tal gäller följande
{\displaystyle a\cdot b=b\cdot a}, kommutativitet
{\displaystyle a\cdot (b\cdot c)=(a\cdot b)\cdot c=a\cdot b\cdot c}, associativitet
{\displaystyle a\cdot (b+c)=(a\cdot b)+(a\cdot c)}, distributivitet mot addition
Vid multiplikation med två och endast två faktorer kallas den första faktorn multiplikator, och den andra faktorn multiplikand. Multiplikatorn talar om hur många gånger som multiplikanden ska mångfaldigas. Multiplikatorn och multiplikanden kallas med ett gemensamt namn faktorer. Om det i multiplikationen ingår fler än två faktorer så kallas de endast för faktorer. Resultatet av en multiplikation kallas produkt.
Exempel:
{\displaystyle \underbrace {\underbrace {3} _{\rm {multiplikator}}\cdot \underbrace {4} _{\rm {multiplikand}}} _{\rm {faktorer}}=\underbrace {12} _{\rm {produkt}}}
Då en och samma faktor multipliceras en eller flera gånger med sig själv brukar operationen i regel skrivas om till en passande potensform. Exempelvis 5 ⋅ 5 ⋅ 5 blir 5³ (läs "fem upphöjt till tre"), där fem är basen och tre är exponenten.

### Alternativa definitioner
- Andel: Om talet är ett tal a: 0 < a < 1, kan multiplikationen a · b ses som a:s andel av b.
- Kombination: För ett reellt tal större än 1 som inte är ett heltal, kan man tänka sig att dela upp talet i hela och delar (decimaler), utföra multiplikationerna och lägga ihop resultaten.
- Skalning: Multiplikatorn är en skalfaktor. Multiplikationen a · b skalar b med en faktor a. b förstoras om a > 1 och förminskas om a < 1.
- Proportionalitet: Multiplikatorn är en proportionalitetskonstant. Om v är en jämn hastighet, så är sträckan s proportionell mot tiden t med proportionalitetskonstanten v: s = v · t. Detta synsätt är gångbart för många tillämpningar.
- Abstrakt operation: Algebraiskt är multiplikation en av operatorerna (addition är den andra) som definierar en kropp.

## Multiplikation med negativa tal och med noll
För alla reella tal gäller om minst en faktor är noll så är produkten alltid noll. 
Om samtliga faktorer är skilda från noll gäller:
- produkten av två positiva tal alltid är positiv, liksom produkten av två negativa tal.
- produkten av ett positivt och ett negativt tal är negativt.
- produkten av fler än två tal är negativt om ett udda antal tal är negativa och positivt om ett jämnt antal tal är negativa.

## Unicode
Tecknet för multiplikation är en punkt placerad på samma höjd som plus- och minustecknet: ⋅ (Unicode-kod U+22C5, "Dot operator"). Ibland används liknande tecken, som ∙ (U+2219, "Bullet operator") eller · (U+00B7, "Middle dot").
I vissa sammanhang används ett kryss, × (U+00D7, "Multiplication sign"). Inom matematiken används kryss för kryssprodukter mellan vektorer. Det används också i mindre formella sammanhang, till exempel för att ange fysiska dimensioner på varor. När krysstecknet inte finns tillgängligt används ibland bokstaven "x".